# Czcionka

Budowa czcionki

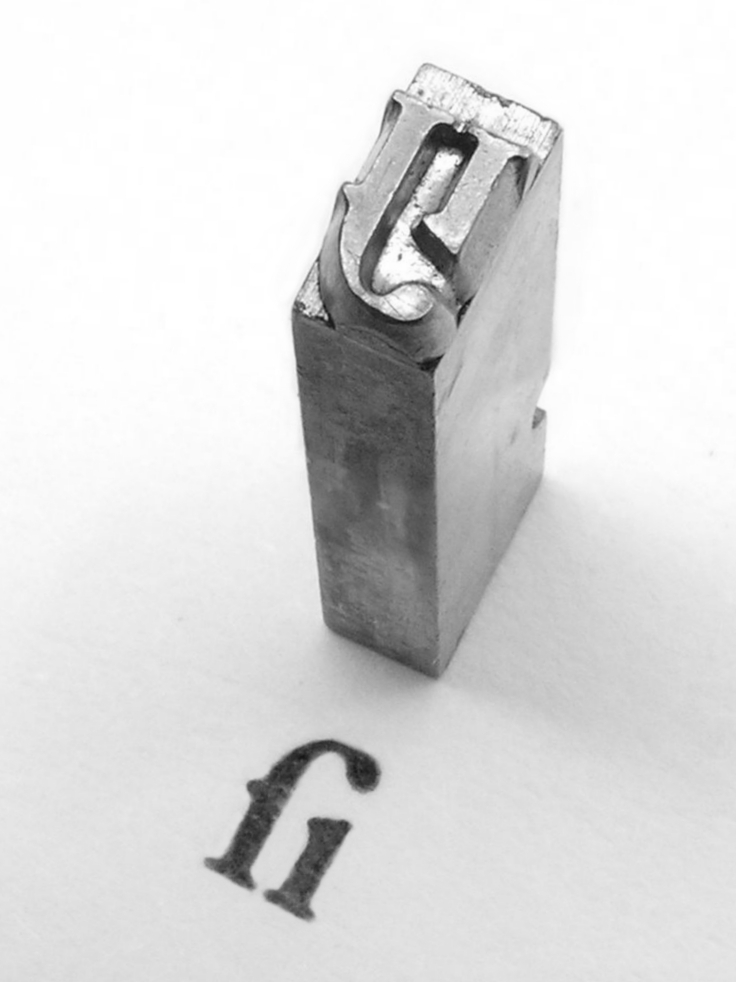
Czcionka z ligaturą (złożeniem dwu liter)

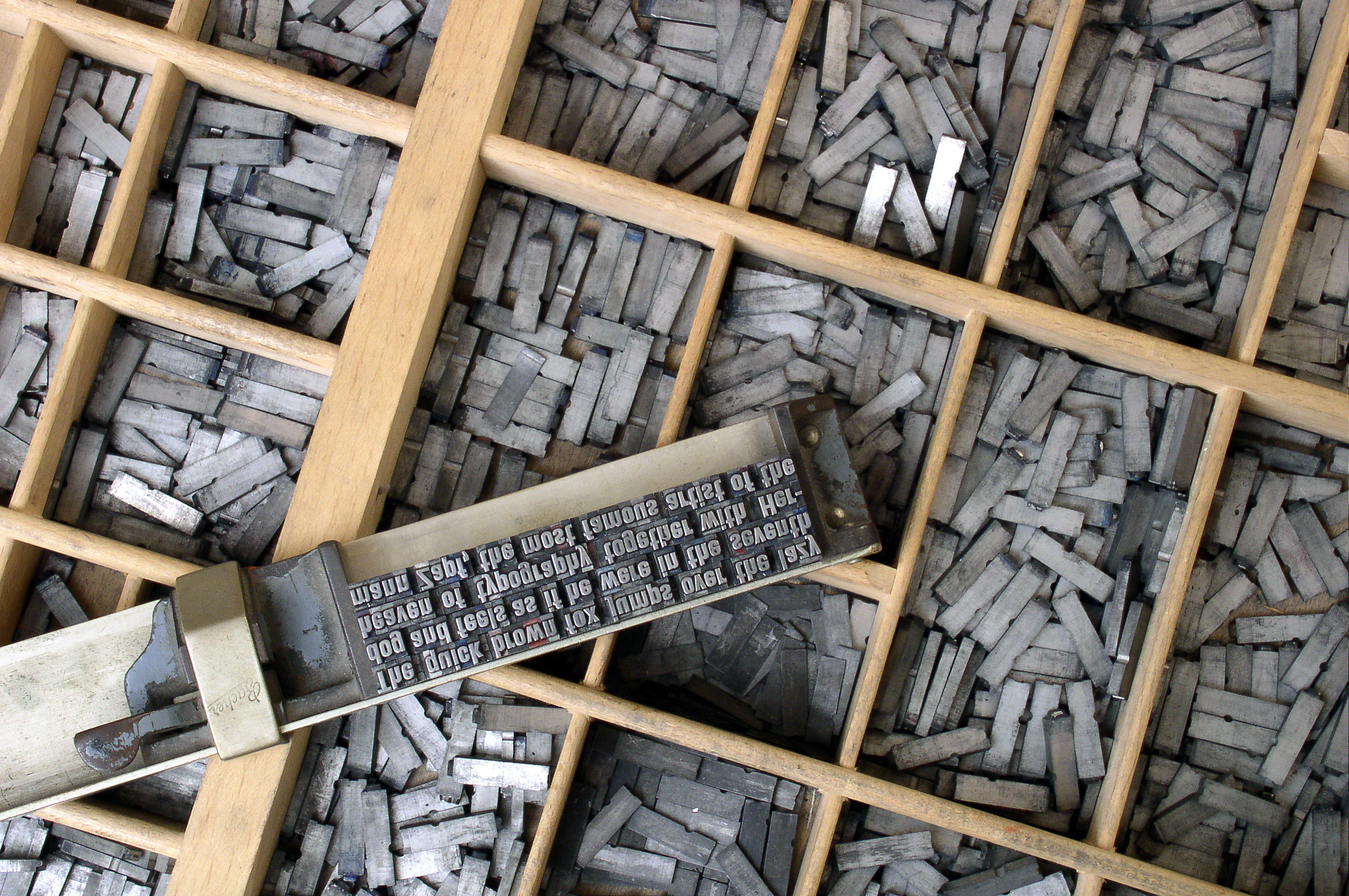
Kaszta zecerska pełna czcionek

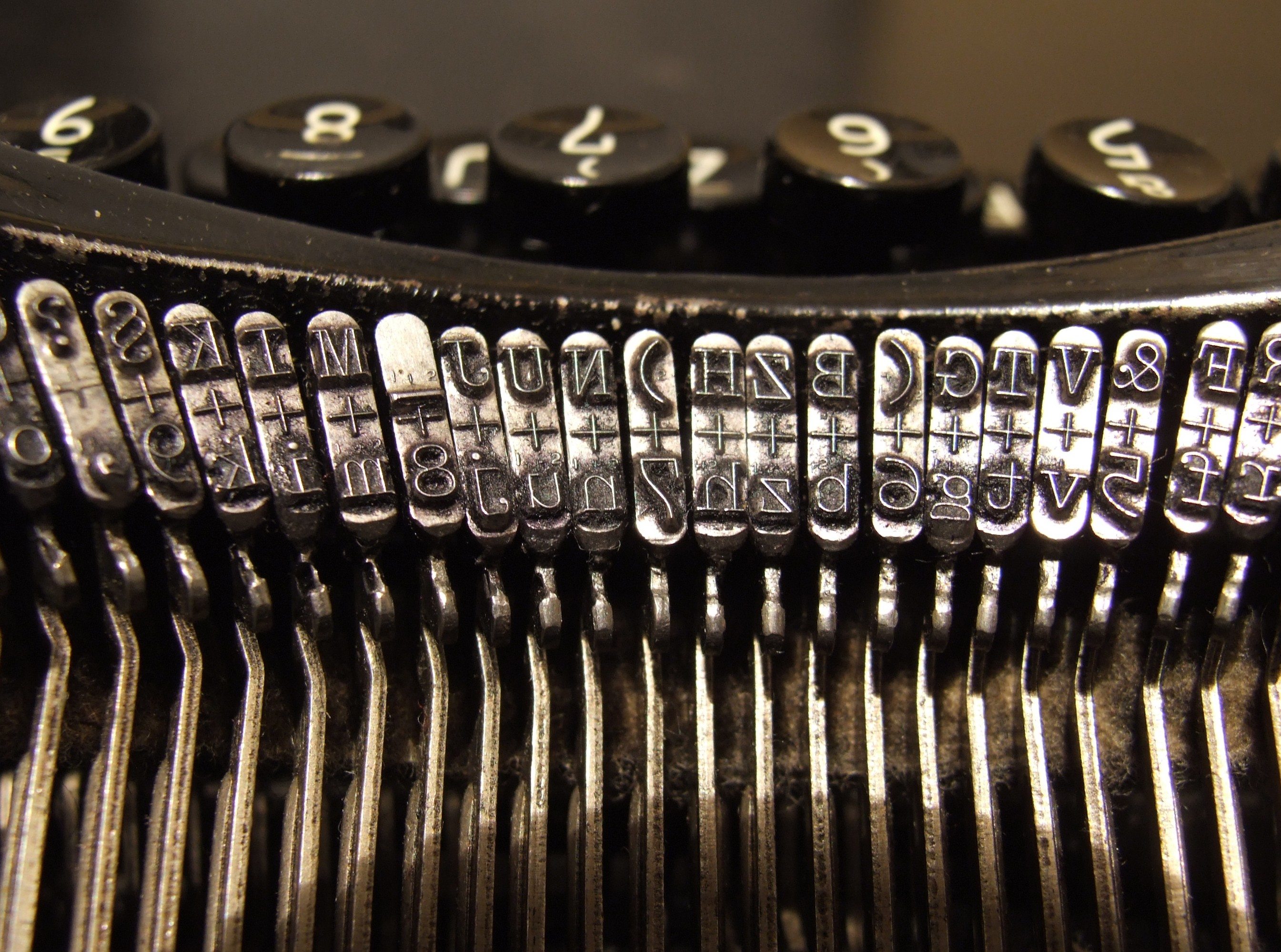
Czcionki w maszynie do pisania

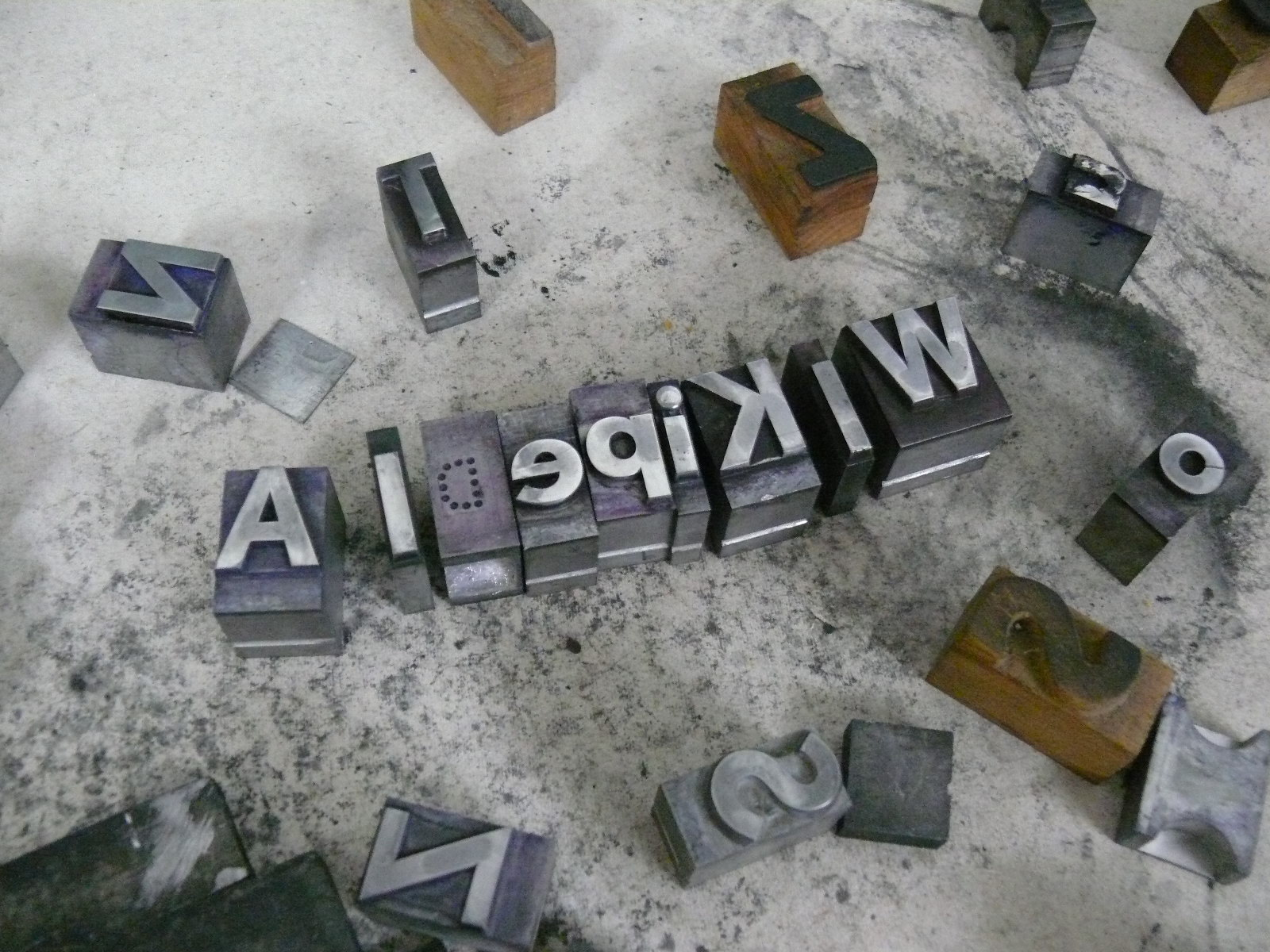
WIKipe IA

Czcionka (staropolskie nazwy: krotło, cćonka, trzcionka) – rodzaj nośnika pojedynczych znaków pisma drukarskiego (liter, cyfr, ornamentów, znaków), podstawowy materiał zecerski używany w technice druku wypukłego. Współcześnie czcionka drukarska została wyparta przez czcionkę komputerową, która jest obrazem pojedynczego znaku (glifu) zakodowanym w postaci bitmapowej lub wektorowej.
W języku niefachowym, w kontekście komputerowym, określenia „czcionka” używa się jako metonimii terminu „font”, odnosząc je do zestawu czcionek, zbioru zakodowanych postaci znaków. Rozróżnienie terminologiczne między czcionką a fontem zarzucono m.in. w polskojęzycznych wersjach pakietów aplikacji biurowych takich jak MS Office czy LibreOffice, gdzie ang. font jest tłumaczone na polski jako „czcionka”.

## Historia
Czcionka została wynaleziona na Dalekim Wschodzie w XI w. przez Bi Shenga, jednak w Europie do powszechnego użytku zaczęła wchodzić dopiero od XV w. Stosowania czcionek zaprzestano na początku lat 90. XX w. po upowszechnieniu się systemów DTP. Obecnie czcionki używane są tylko w artystycznych technikach druku oraz w niektórych drukach akcydensowych, np. w wykonywanych celowo tradycyjnymi metodami dyplomach lub w wydawnictwach o charakterze pamiątkowym.

## Charakterystyka czcionek
Czcionka ma postać metalowego (lub drewnianego, z tworzywa sztucznego) prostopadłościanu odlanego ze stopu drukarskiego. Główną część czcionki stanowi słupek. Na jego górnej (czołowej) powierzchni znajduje się wystająca główka o kształcie drukowanego znaku. Płaska powierzchnia główki stanowi tzw. oczko odbijające w trakcie drukowania znaki pisarskie. Oczko to powierzchnia samego znaku. Prostokąt opisany na obrysie główki nie wypełnia jednak całości powierzchni czołowej czcionki. Pomiędzy główką i krawędziami bocznymi czcionki znajdują się odległości zwane odsadkami. Odsadka umożliwia składanie samego tekstu bez justunku, zapewniając minimalny potrzebny odstęp między znakami w wierszu (w poziomie) i między wierszami (w pionie).
Jedna z powierzchni bocznych czcionki jest tzw. płaszczyzną sygnaturową. Zawiera ona wyżłobienia (sygnatury) mające ułatwić osobie składającej – zecerowi – zorientowanie się w poprawności składu. Z tego samego powodu powierzchnia dolna (stopkowa) zawiera wyżłobienie zwane żłóbkiem. Żłóbek jest położony asymetrycznie, aby zecer po odwróceniu całego składu do góry nogami również mógł się zorientować w poprawności pracy (czy niektóre litery nie zostały ułożone do góry nogami; np. O, H). Czcionki nie posiadają wypustek wchodzących w czcionki sąsiednie. Dla niektórych znaków istnieją jednak tzw. „czcionki z przewieszką”, czyli czcionki o oczku wystającym poza niektóre krawędzie powierzchni czołowej. Wszystkie czcionki mają tę samą wysokość, wynoszącą 66 i 2/3 punktu typograficznego.
Istnieją również „czcionki” pozbawione oczka, tzw. ślepy materiał zecerski, czyli justunek – są to wszelkie metalowe kostki, blaszki i sztabki wypełniające puste miejsce wokół czcionek tak, aby przy zwiększeniu odległości między znakami i wierszami, oraz po wypełnieniu pustych powierzchni łamanej kolumny stanowiła ona nadal jednolity masywny blok.
Czcionki większe, zwykle od wielkości 2 kwadratów, były często drewniane, tzw. „drewniaki”. Wykonywane były z twardego drewna, jednak wbrew pozorom nie dębowego. Najczęściej stosowano twarde drewno cienkowłókniste: buk, grusza, klon, śliwa lub wiśnia, nasycone olejem lub pokostem; używano również czcionek z tworzyw sztucznych. Czcionki te nazywane były czcionkami afiszowymi.
Wielkości czcionek i justunku określano wyłącznie w punktach typograficznych oraz nazwach zwyczajowych będących ich wielokrotnościami.

## Odlewanie czcionek
Tradycyjne, ręczne odlewanie czcionek było powszechnie stosowane do pierwszej połowy XIX wieku, a jego technika nie ulegała znaczącym zmianom od czasów Gutenberga. Proces wykorzystywał różnice w twardości i temperaturze topienia różnych metali, a wywodził się prawdopodobnie z praktyki produkcji stempli jubilerskich lub mincerskich.
Najpierw w słupkach z odhartowanej (względnie miękkiej) stali grawerowano wypukłe, odwrócone (negatywowe, czyli w odbiciu lustrzanym) wzory liter, cyfr oraz innych znaków pisarskich. Po ponownym zahartowaniu mogły być one stosowane jako stemple (patryce). W miększych od stali płytkach miedzianych wybijano tymi stemplami formy odlewnicze dla czcionek (matryce) – były one wklęsłe i pozytywowe (nie odwrócone). Czcionki (wypukłe, odwrócone) odlewano ze stopu drukarskiego w aparacie odlewniczym o regulowanej szerokości, na dnie którego umieszczano matrycę.
Od 1887 r. wprowadzono do stosowania czcionki monotypowe odlewane na miejscu w drukarni na maszynie zwanej monotypem. Na monotypie odlewano czcionki (monotypy) bezpośrednio (i w kolejności) do zadanego składu. Stosowany był przede wszystkim do drukowania książek, zwłaszcza publikacji specjalistycznych, wymagających zapisu matematycznego lub tabel. Oprócz tego w drukarniach stosowano także wynalezione w 1886 r. linotypy, służące do odlewania całych wierszy tekstu. Linotyp, jako urządzenie tańsze od monotypu, stosowano przede wszystkim do druku prasy codziennej.

## Kolor czcionki
Kolor czcionki współdziała z typografią na wiele sposobów, odgrywając różne role, które zarówno pomagają w przekazie informacji, jak i stanowią element ogólnego efektu wizualnego projektu. Kolor można zastosować w celu wprowadzenia logicznej, wizualnej hierarchii w tekście, dla dodatkowego zdefiniowania i skontrastowania go oraz nadania mu innego znaczenia. Dotyczy to zarówno koloru drukowanego tekstu, jak i podłoża na które jest nanoszony. Ze względu na to, że różne kroje pisma mają zróżnicowaną szerokość znaków, różną wysokość x oraz różne style szeryfów, kroje pisma złożone w tym samym stopniu pisma z taką samą interlinią oraz innymi wymiarami dadzą odmienne stopnie pokrycia kolorem na stronie, a tym samym stworzą wrażenie różnych kolorów. Jest to przykład ekstremalny, jednak bardzo dobrze ilustruje to założenie. Krój z blokowymi szeryfami ma szerokie kreski i wydaje się bardziej czarny na stronie, ponieważ ta farba dominuje. Gill Sans ma delikatne cienkie kreski, które wyglądają znacznie lżej.

## Znaczenia pojęcia
Termin „czcionka” używany jest w kilku znaczeniach:
1. Pojęcie dotyczące przedmiotu – element składu zecerskiego odbijający pojedynczy znak drukarski.
2. Pojęcie dotyczące zastosowania – komplet znaków, którymi można złożyć jednorodny fragment tekstu. Tak więc znaki w dwu różnych stopniach pisma, albo znaki normalne i pogrubione, to znaki z dwu różnych czcionek. Dokładnie rzecz ujmując – jedna czcionka to komplet znaków o tych samych trzech zasadniczych parametrach: krój pisma, stopień pisma i odmiana pisma.
3. Pojęcie dotyczące produktu – krój pisma. Na przykład znany szwajcarski typograf Adrian Frutiger zaprojektował swoją słynną czcionkę (czyli krój) Univers aż w 21 odmianach.

## Kontrowersje
Powszechnie uważa się, że po raz pierwszy użył jej Johannes Gutenberg do druku Biblii, przeprowadzonego w latach 1452–1455, co jednak nie znajduje potwierdzenia w faktach, gdyż ruchoma czcionka była znana w Europie wcześniej, a ponadto sama Biblia nie jest pierwszym drukiem Gutenberga. Zasługi Gutenberga to ulepszenie zastanych technik drukarskich niezadowalającej jakości. Jeszcze przed Gutenbergiem ruchomej czcionki miał używać holenderski drukarz Laurens Janszoon Coster. Nie wiadomo, czy ruchoma czcionka została w Europie wynaleziona zupełnie niezależnie, czy też idea ta przywędrowała z Dalekiego Wschodu, gdzie pojawiła się już cztery wieki przed Gutenbergiem. Podobnie jak w przypadku kompasu czy prochu, taką wędrówkę trudno prześledzić ze względu na brak materiałów historycznych.